# Хоккейный клуб «Локомотив» в сезоне 2011/2012
Хоккейный клуб «Локомотив» из города Ярославль в сезоне 2011/2012 как и в прошлые годы должен был выступать в чемпионате Континентальной хоккейной лиги, а именно в Дивизионе Тарасова Западной конференции, но перед первой игрой регулярного сезона команда в полном составе погибла в авиакатастрофе. В декабре новая команда, собранная на основе молодёжного состава, начала выступление в Западной конференции стоящей уровнем ниже Высшей хоккейной лиги.

## Драфт юниоров
Выбор «Локомотива»
| Раунд | Общий номер | Игрок                   | Год рождения | Амплуа | Исходный клуб      | Претендовавший клуб |
| ----- | ----------- | ----------------------- | ------------ | ------ | ------------------ | ------------------- |
| 1     | 23          | Теуво Терявяйнен        | 1994         | ЛН     | Йокерит            |                     |
| 2     | 31          | Вадим Хлопотов          | 1994         | Ц      | Локомотив          | защита от ЦСКА      |
| 2     | 44          | Марк Солянкин-Пастернак | 1994         | З      | Локомотив          | защита от Атланта   |
| 3     | 52          | Кирилл Воронин          | 1994         | Ц      | Локомотив          |                     |
| 3     | 59          | Павел Хомченко          | 1994         | В      | Локомотив          |                     |
| 4     | 79          | Самуэль Гуэрра          | 1993         | З      | Давос              |                     |
| 5     | 106         | Райан Мёрфи             | 1993         | З      | Китченер Рейнджерс |                     |
| 6     | 132         | Робби Руссо             | 1993         | З      | US Национал        |                     |

Другими клубами КХЛ воспитанники «Локомотива» задрафтованы не были.

## Переходы в межсезонье
После последней игры в серии на официальном сайте «Локомотива» отмечалось, что «тренерский штаб… как единый механизм нуждается в укреплении… необходимо серьёзно усилять вратарскую линию и оборону; атака же видится неплохим ансамблем уже сейчас, но замена некоторых исполнителей и здесь неизбежна».

### Ушли из команды
| Позиция         | Имя                | Новый клуб         |
| главный тренер  | Владимир Вуйтек    | Сборная Словакии   |
| старший тренер  | Анатолий Хоменко   | Сборная Украины    |
| тренер вратарей | Яри Каарела        | Атлант             |
| вратарь         | Дмитрий Кочнев     | Атлант             |
| защитник        | Александр Гуськов  | ЦСКА               |
| защитник        | Сергей Жуков       | завершение карьеры |
| защитник        | Даниэль Тьернквист | Djurgårdens        |
| защитник        | Алексей Васильев   | Торпедо (НН)       |
| защитник        | Михал Баринка      | Fribourg-Gottéron  |
| нападающий      | Алексей Михнов     | Металлург (Мг)     |
| нападающий      | Йори Лехтеря       | Сибирь             |
| нападающий      | Андрей Субботин    | Автомобилист       |
| нападающий      | Константин Руденко | Атлант             |
| нападающий      | Александр Королюк  | Нефтехимик         |

### Пришли в команду
| Позиция                         | Имя                   | Прежний клуб           |
| главный тренер                  | Брэд Маккриммон       | Detroit Red Wings      |
| старший тренер                  | Игорь Королёв         | начало карьеры тренера |
| тренер по физической подготовке | Николай Кривоносов    | Атлант                 |
| тренер вратарей                 | Йорма Валтонен        |                        |
| вратарь                         | Стефан Лив            | Сибирь                 |
| защитник                        | Михаил Баландин       | Динамо (Москва)        |
| защитник                        | Павел Траханов        | Атлант                 |
| защитник                        | Роберт Дитрих         | Adler Mannheim         |
| защитник                        | Карлис Скрастиньш     | Dallas Stars           |
| защитник                        | Руслан Салей          | Detroit Red Wings      |
| нападающий                      | Даниил Ердаков        | Мечел                  |
| нападающий                      | Александр Романовский | Ермак                  |
| нападающий                      | Александр Васюнов     | New Jersey Devils      |
| нападающий                      | Ян Марек              | Атлант                 |

### Состав в межсезонье
Тренерский штаб: главный тренер Брэд Маккриммон, старший тренер Игорь Королёв, тренер Александр Карповцев, тренер по физической подготовке Николай Кривоносов и тренер вратарей Йорма Валтонен.
| Вратари | Вратари     | Вратари          | Вратари              | Вратари             | Вратари   |
| ------- | ----------- | ---------------- | -------------------- | ------------------- | --------- |
| #       |             | Игрок            | Дата рождения        | Школа               | В команде |
| 1       | Флаг Швеции | Стефан Лив       | 21 декабря 1980 года | Dalen (Дален)       | 2011      |
| 35      | Флаг России | Александр Вьюхин | 9 января 1973 года   | Юность (Свердловск) | 2010—2011 |

| Защитники | Защитники     | Защитники         | Защитники            | Защитники                                | Защитники                       |
| --------- | ------------- | ----------------- | -------------------- | ---------------------------------------- | ------------------------------- |
| #         |               | Игрок             | Дата рождения        | Школа                                    | В команде                       |
| 3         | Флаг России   | Павел Траханов    | 21 марта 1978 года   | ЦСКА (Москва)                            | 2011                            |
| 4         | Флаг Чехии    | Карел Рахунек — А | 27 августа 1979 года | Zlin (Злин)                              | 2002—2003, 2004—2005, 2010—2011 |
| 20        | Флаг Германии | Роберт Дитрих     | 25 июля 1986 года    | Kaufbeuren (Кауфбойрен)                  | 2011                            |
| 24        | Флаг Беларуси | Руслан Салей      | 2 ноября 1974 года   | СДЮШОР-12 (Минск) / Юность (Минск)       | 2011                            |
| 37        | Флаг Латвии   | Карлис Скрастиньш | 9 июля 1974 года     | Динамо (Рига)                            | 2011                            |
| 39        | Флаг России   | Михаил Баландин   | 27 июля 1980 года    | Металлург (Липецк) / Торпедо (Ярославль) | 2000—2001, 2002—2003, 2011      |
| 52        | Флаг России   | Максим Шувалов    | 23 апреля 1993 года  | Полёт (Рыбинск) / Локомотив (Ярославль)  | 2011                            |
| 57        | Флаг России   | Виталий Аникеенко | 2 января 1987 года   | Льдинка (Киев) / Локомотив (Ярославль)   | 2005—2011                       |
| 74        | Флаг России   | Марат Калимулин   | 20 августа 1988 года | Лада (Тольятти)                          | 2010—2011                       |
| 81        | Флаг России   | Юрий Урычев       | 3 апреля 1991 года   | Локомотив (Ярославль)                    | 2010—2011                       |

| Нападающие | Нападающие    | Нападающие            | Нападающие            | Нападающие                                     | Нападающие           | Нападающие |
| ---------- | ------------- | --------------------- | --------------------- | ---------------------------------------------- | -------------------- | ---------- |
| #          |               | Игрок                 | Дата рождения         | Школа                                          | В команде            |            |
| 11         | Флаг России   | Александр Галимов     | 2 мая 1985 года       | Торпедо (Ярославль)                            | 2004—2011            |            |
| 13         | Флаг России   | Даниил Собченко       | 13 апреля 1991 года   | Сокол (Киев) / Локомотив (Ярославль)           | 2009—2011            |            |
| 15         | Флаг Чехии    | Ян Марек              | 31 декабря 1979 года  | Jindrichuv Hradec (Йиндржихув-Градец)          | 2011                 |            |
| 16         | Флаг России   | Даниил Ердаков        | 4 июня 1989 года      | Мечел (Челябинск)                              | 2011                 |            |
| 17         | Флаг России   | Иван Ткаченко — К     | 11 ноября 1979 года   | Торпедо (Ярославль)                            | 1998—1999, 2001—2011 |            |
| 18         | Флаг России   | Александр Васюнов     | 22 апреля 1988 года   | Локомотив (Ярославль)                          | 2005—2008, 2011      |            |
| 21         | Флаг России   | Геннадий Чурилов      | 5 мая 1987 года       | Металлург (Магнитогорск)                       | 2005—2011            |            |
| 23         | Флаг России   | Никита Клюкин         | 10 ноября 1989 года   | Локомотив (Ярославль)                          | 2008—2011            |            |
| 28         | Флаг России   | Александр Калянин     | 24 сентября 1987 года | Трактор (Челябинск)                            | 2005—2006, 2008—2011 |            |
| 32         | Флаг России   | Сергей Остапчук       | 19 марта 1990 года    | Химик (Новополоцк) / Динамо и Спартак (Москва) | 2007—2011            |            |
| 38         | Флаг Словакии | Павол Демитра         | 29 ноября 1974 года   | Спартак (Дубница)                              | 2010—2011            |            |
| 61         | Флаг России   | Максим Зюзякин        | 13 января 1991 года   | Металлург (Новокузнецк)                        | 2010—2011            |            |
| 63         | Флаг Чехии    | Йозеф Вашичек — А     | 12 сентября 1980 года | Havlickuv Brod (Гавличкув Брод)                | 2008—2011            |            |
| 64         | Флаг России   | Иван Краснов          | 22 марта 1992 года    | Локомотив (Ярославль)                          | 2011                 |            |
| 69         | Флаг России   | Павел Снурницын       | 10 января 1992 года   | Локомотив (Ярославль)                          | 2011                 |            |
| 72         | Флаг России   | Артём Ярчук           | 3 мая 1990 года       | Локомотив (Ярославль)                          | 2010—2011            |            |
| 78         | Флаг России   | Александр Романовский | 8 июня 1987 года      | ЦСКА (Москва)                                  | 2011                 |            |
| 83         | Флаг России   | Андрей Кирюхин        | 4 августа 1987 года   | Торпедо (Ярославль)                            | 2005—2007, 2009—2011 |            |

Находившиеся летом на просмотре в «Локомотиве» хоккеисты ВХЛ Даниил Ердаков и Александр Романовский не подошли клубу.

## Подготовка к сезону
Подготовка хоккеистов ярославского «Локомотива» к сезону КХЛ 2011/12 годов:
- 20—31 июля 2011 — сбор в Ярославле.
- 1—14 августа 2011 — сбор в Швейцарии.

| 2011-08-10 среда 21:30 | EHC Visp | 2:7 1:5, 0:0, 1:2 | Локомотив | Litternahalle, Висп Зрителей: 1312 |

| Официальный сайт хоккейного клуба «Локомотив» Отчёт | Официальный сайт хоккейного клуба «Локомотив» Отчёт | Официальный сайт хоккейного клуба «Локомотив» Отчёт | Официальный сайт хоккейного клуба «Локомотив» Отчёт | Официальный сайт хоккейного клуба «Локомотив» Отчёт |
| --------------------------------------------------- | --- | --- | --- | --------------------------------------------------- |
|                                                     | | | |                                                     |
|                                                     | Шодер | Вратари | Лив | Судья: Kюнг, Рорер / Шмид                           |
|                                                     | Голы: | | | Судья: Kюнг, Рорер / Шмид                           |
| Лойтша (Трамбле) Фюглистер (Рюгг)                   | 1:0 1:1 1:2 1:3 1:4 1:5 2:5 2:6 2:7 | Tраханов (Васюнов, Остапчук, бол) Калянин (Чурилов, Дитрих) Калимулин (Романовский, Аникеенко) Собченко (Остапчук) Галимов (Урычев, Калянин) Чурилов (Остапчук) Клюкин (Баландин) | | Судья: Kюнг, Рорер / Шмид                           |
|                                                     | | | | Судья: Kюнг, Рорер / Шмид                           |
|                                                     | | | | Судья: Kюнг, Рорер / Шмид                           |
|                                                     | | | | Судья: Kюнг, Рорер / Шмид                           |
| 3x2, 1x10 (Трамбле) мин                             | Штраф | 14x2 мин | | Судья: Kюнг, Рорер / Шмид                           |
|                                                     | | | |                                                     |
|                                                     | 18 (5+8+5) EHC Visp: Шодер; Хелдстаб — Видмер, Лойтча — Форже — Трамбле; Шупбах — Антаматтен, Долана — Брунольд — Трильюци; Портнер — Рюгг, Паскулино — Цайтер — Фюррер; Энглер — Матез, Зурбигенн — Фюглистер — Йосс. | Броски | 29 (11+9+9) Локомотив: Лив; Калимулин — Аникеенко, Галимов — Чурилов — Калянин; Траханов — Дитрих, Остапчук — Собченко — Васюнов; Баландин — Урычев, Романовский — Клюкин — Кирюхин; Шувалов, Зюзякин — Снурницын — Ердаков; Краснов. |                                                     |

| 2011-08-12 пятница 21:15 | Локомотив | 3:4 0:1; 1:2; 2:1 | SC Bern | Sportarena, Лёкербард Зрителей: 850 |

| Официальный сайт хоккейного клуба «Локомотив» Отчёт             | Официальный сайт хоккейного клуба «Локомотив» Отчёт | Официальный сайт хоккейного клуба «Локомотив» Отчёт                        | Официальный сайт хоккейного клуба «Локомотив» Отчёт | Официальный сайт хоккейного клуба «Локомотив» Отчёт |
| --------------------------------------------------------------- | --- | -------------------------------------------------------------------------- | --- | --------------------------------------------------- |
|                                                                 | |                                                                            | |                                                     |
|                                                                 | Лив | Вратари                                                                    | Бюрер | Судья: Надир Мандиони; Роджер Арм, Петер Кюнг       |
|                                                                 | Голы: |                                                                            | | Судья: Надир Мандиони; Роджер Арм, Петер Кюнг       |
| Галимов (Чурилов, Урычев) Вашичек (Кирюхин) Вашичек (Калимулин) | 0:1 1:1 1:2 1:3 1:4 2:4 3:4 | Вермин (Плюсс) Плюсс (Гарднер, мен) Райхерт (Гарднер) Бергер (Фюррер, бол) | | Судья: Надир Мандиони; Роджер Арм, Петер Кюнг       |
|                                                                 | |                                                                            | | Судья: Надир Мандиони; Роджер Арм, Петер Кюнг       |
|                                                                 | |                                                                            | | Судья: Надир Мандиони; Роджер Арм, Петер Кюнг       |
|                                                                 | |                                                                            | | Судья: Надир Мандиони; Роджер Арм, Петер Кюнг       |
| 16 мин                                                          | Штраф | 16 мин                                                                     | | Судья: Надир Мандиони; Роджер Арм, Петер Кюнг       |
|                                                                 | |                                                                            | |                                                     |
|                                                                 | 24 Локомотив: Лив; Урычев — Рахунек, Кирюхин — Вашичек — Марек; Калимулин — Салей, Галимов — Чурилов — Калянин; Скрастиньш — Дитрих, Васюнов — Снурницын — Ткаченко; Траханов, Остапчук — Собченко — Ярчук. | Броски                                                                     | 28 SC Bern: Бюрер; Фюррер, Гербер, Хённи, Хонер, Рош, Квятковски, Майер, Моран, Бергер, Дерунс, Фройдо, Гарднер, Вирц, Плюсс, Райхерт, Ритчи, Рютеманн, Вермин, Вижье, Фритчи. |                                                     |

| 2011-08-13 суббота 19:00 | Локомотив | 5:1 2:0; 2:1; 1:0 | HC Ambri-Piotta | Sportarena, Лёкербард Зрителей: 620 |

| Официальный сайт хоккейного клуба «Локомотив» Отчёт                                                               | Официальный сайт хоккейного клуба «Локомотив» Отчёт | Официальный сайт хоккейного клуба «Локомотив» Отчёт | Официальный сайт хоккейного клуба «Локомотив» Отчёт | Официальный сайт хоккейного клуба «Локомотив» Отчёт |
| --- | --- | --------------------------------------------------- | --- | --------------------------------------------------- |
| | |                                                     | |                                                     |
| | Вьюхин | Вратари                                             | Бомле | Судья: Дидье Масси; Йенс Блаттер, Франсуа Мичелли   |
| | Голы: |                                                     | | Судья: Дидье Масси; Йенс Блаттер, Франсуа Мичелли   |
| Салей (Васюнов, бол) Зюзякин Васюнов (Романовский, Вашичек) Кирюхин (Васюнов, Вашичек, бол) Скрастиньш (Ткаченко) | 1:0 (04:22) 2:0 (04:30) 3:0 (31:29) 3:1 (31:55) 4:1 (36:32) 5:1 (42:39) | Дюка (Веструм)                                      | | Судья: Дидье Масси; Йенс Блаттер, Франсуа Мичелли   |
| | |                                                     | | Судья: Дидье Масси; Йенс Блаттер, Франсуа Мичелли   |
| | |                                                     | | Судья: Дидье Масси; Йенс Блаттер, Франсуа Мичелли   |
| | |                                                     | | Судья: Дидье Масси; Йенс Блаттер, Франсуа Мичелли   |
| | |                                                     | | Судья: Дидье Масси; Йенс Блаттер, Франсуа Мичелли   |
| | |                                                     | |                                                     |
| | ? Локомотив: Вьюхин; Урычев — Рахунек, Васюнов — Вашичек — Кирюхин; Салей — Аникеенко, Остапчук — Собченко — Марек; Скрастиньш — Баландин, Романовский — Снурницын — Ткаченко; Шувалов — Дитрих, Зюзякин — Краснов — Ердаков. | Броски                                              | ? Амбри-Пиотта: Бомле; Кутлак, Мюллер, Гуэрра, Сидлер, Казерини, Шультесс, Дотти, Зграгген, Е.Бьянчи, Веструм, Дюка, Пестони, Кария, Хофманм, Имхоф, Ландри, Лахматов, М. Бьянчи, Шлагенхауф, Инчир. |                                                     |

Список бомбардиров «Локомотива» на сборе в Швейцарии: Йозеф Вашичек — 2 игры, 4 (2+2) очка; Александр Васюнов — 3 игры, 4 (1+3) очка; Геннадий Чурилов — 2 игры, 3 (1+2) очка; Сергей Остапчук — 3 игры, 3 (0+3) очка; Александр Галимов — 2 игры, 2 (2+0) очка; Александр Калянин, Александр Романовский — по 2 игры, 2 (1+1) очка; Андрей Кирюхин — 3 игры, 2 (1+1) очка; Марат Калимулин — 2 игры, 2 (0+2) очка; Юрий Урычев — 2 игры, 2 (0+2) очка; Руслан Салей, Никита Клюкин, Карлис Скрастиньш, Павел Траханов, Максим Зюзякин — по 2 игры, 1 (1+0) очко; Даниил Собченко — 3 игры, 1 (1+0) очко; Михаил Баландин, Виталий Аникеенко, Иван Ткаченко — по 2 игры, 1 (0+1) очко; Роберт Дитрих — 3 игры, 1 (0+1) очко. Карел Рахунек, Максим Шувалов, Ян Марек, Иван Краснов, Павел Снурницын и Даниил Ердаков — по 2 игры каждый, но очков не набрали.
- 15—21 августа 2011 — сбор в Ярославле.
- 24—28 августа 2011 — «Локомотив» второй год подряд занял первое место в предсезонном турнире в Риге «Кубок Латвийской железной дороги». Состав участников: «Локомотив», «Динамо» Рига, «Атлант» Московская область, «Динамо» Минск, «Нефтехимик» Нижнекамск, «SaiPa» Финляндия. Матчи проходили на «Арена Рига». Перед турниром, 23 августа, «Локомотив» провёл товарищеский матч с «Нефтехимиком».

| 2011-08-23 вторник 17:00 | Нефтехимик | 3:2 БУЛ 2:1; 0:0; 0:1; 0:0; 1:0 | Локомотив | «Арена Рига», Рига Зрителей: 100 |

| Официальный сайт хоккейного клуба «Локомотив» Отчёт | Официальный сайт хоккейного клуба «Локомотив» Отчёт | Официальный сайт хоккейного клуба «Локомотив» Отчёт                                | Официальный сайт хоккейного клуба «Локомотив» Отчёт | Официальный сайт хоккейного клуба «Локомотив» Отчёт |
| --------------------------------------------------- | --------------------------------------------------- | ---------------------------------------------------------------------------------- | --- | --------------------------------------------------- |
|                                                     |                                                     |                                                                                    | |                                                     |
|                                                     | ?                                                   | Вратари                                                                            | Вьюхин |                                                     |
|                                                     |                                                     |                                                                                    | |                                                     |
|                                                     |                                                     | 1:1 Марек (Урычев) 2:2 Кирюхин (Марек, Остапчук, бол) послематчевый буллит — Марек | |                                                     |
|                                                     |                                                     |                                                                                    | |                                                     |
|                                                     |                                                     |                                                                                    | |                                                     |
|                                                     |                                                     |                                                                                    | |                                                     |
|                                                     |                                                     |                                                                                    | |                                                     |
|                                                     |                                                     |                                                                                    | |                                                     |
|                                                     | 13                                                  | Броски                                                                             | 32 Локомотив: Вьюхин; Баландин — Урычев, Галимов — Чурилов — Калянин; Калимулин — Дитрих, Марек — Кирюхин — Остапчук; Траханов — Шувалов, Романовский — Собченко — Васюнов; Аникеенко, Краснов — Клюкин — Зюзякин |                                                     |

| 2011-08-24 среда 16:30 | Атлант | 0:1 0:0; 0:1; 0:0 | Локомотив | «Арена Рига», Рига Зрителей: 1500 |

| Официальный сайт хоккейного клуба «Локомотив» Отчёт | Официальный сайт хоккейного клуба «Локомотив» Отчёт | Официальный сайт хоккейного клуба «Локомотив» Отчёт | Официальный сайт хоккейного клуба «Локомотив» Отчёт | Официальный сайт хоккейного клуба «Локомотив» Отчёт |
| --------------------------------------------------- | --- | --------------------------------------------------- | --- | --------------------------------------------------- |
|                                                     | |                                                     | |                                                     |
|                                                     | Кочнев | Вратари                                             | Лив | Судья: А. Ансонс, А. Емельяненко, А. Корсакс        |
|                                                     | Голы: |                                                     | | Судья: А. Ансонс, А. Емельяненко, А. Корсакс        |
|                                                     | 0:1 (22:02) | Кирюхин (Марек)                                     | | Судья: А. Ансонс, А. Емельяненко, А. Корсакс        |
|                                                     | |                                                     | | Судья: А. Ансонс, А. Емельяненко, А. Корсакс        |
|                                                     | |                                                     | | Судья: А. Ансонс, А. Емельяненко, А. Корсакс        |
|                                                     | |                                                     | | Судья: А. Ансонс, А. Емельяненко, А. Корсакс        |
| 6 мин                                               | Штраф | 10 мин                                              | | Судья: А. Ансонс, А. Емельяненко, А. Корсакс        |
|                                                     | |                                                     | |                                                     |
|                                                     | 21 Атлант: Кочнев (00:00 — 59:26); Плеханов — Зубарев, Ковалев — Уппер — Жердев; И. Вишневский — Семенов, Бобров — Руденко — Рыбаков; Космачев — Нискала, Андерссон -Закриссон — Радивоевич; Батыршин — Баев, Левандовский — Глухов — Мусатов. | Броски                                              | 24 Локомотив: Лив; Скрастиньш — Рахунек, Демитра — Вашичек — Остапчук; Калимулин — Салей, Галимов — Чурилов — Калянин; Дитрих — Баландин, Марек — Кирюхин — Васюнов; Урычев — Аникеенко, Романовский — Собченко — Ткаченко |                                                     |

| 2011-08-26 пятница 16:30 | Динамо (Мн) | 0:3 0:1; 0:1; 0:1 | Локомотив | «Арена Рига», Рига Зрителей: 200 |

| Официальный сайт хоккейного клуба «Локомотив» Отчёт | Официальный сайт хоккейного клуба «Локомотив» Отчёт | Официальный сайт хоккейного клуба «Локомотив» Отчёт                           | Официальный сайт хоккейного клуба «Локомотив» Отчёт | Официальный сайт хоккейного клуба «Локомотив» Отчёт |
| --------------------------------------------------- | --- | ----------------------------------------------------------------------------- | --- | --------------------------------------------------- |
|                                                     | |                                                                               | |                                                     |
|                                                     | Хауген | Вратари                                                                       | Лив | Судья: А. Ансонс; Э. Бриедис, М. Лоцанс             |
|                                                     | Голы: |                                                                               | | Судья: А. Ансонс; Э. Бриедис, М. Лоцанс             |
|                                                     | 0:1 (10:03) 0:2 (20:20) 0:3 (48:06) | Кирюхин (Вашичек, Рахунек, мен) Галимов (Чурилов, Калянин) Рахунек (Собченко) | | Судья: А. Ансонс; Э. Бриедис, М. Лоцанс             |
|                                                     | |                                                                               | | Судья: А. Ансонс; Э. Бриедис, М. Лоцанс             |
|                                                     | |                                                                               | | Судья: А. Ансонс; Э. Бриедис, М. Лоцанс             |
|                                                     | |                                                                               | | Судья: А. Ансонс; Э. Бриедис, М. Лоцанс             |
| 10 мин                                              | Штраф | 10 мин                                                                        | | Судья: А. Ансонс; Э. Бриедис, М. Лоцанс             |
|                                                     | |                                                                               | |                                                     |
|                                                     | 26 Динамо: Хауген; Словак — Гру, Михалев — Корсо — Платт; Горошко — Антонов, Лингле — Китаров — Кулаков; Шелег — Обшут, Мелешко — Стась — Павлович; Коробов — Крайчек, Лайне — Дрозд — Протасеня. | Броски                                                                        | 31 Локомотив: Лив; Рахунек — Скрастиньш, Демитра — Вашичек — Остапчук; Салей — Калимулин, Галимов — Чурилов — Калянин; Баландин — Дитрих, Марек — Кирюхин — Зюзякин; Аникеенко — Траханов, Ткаченко — Собченко — Снурницын. |                                                     |

Матч за 1-е место
| 2011-08-27 суббота 16:30 | Нефтехимик | 0:3 0:2; 0:0; 0:1 | Локомотив | «Арена Рига», Рига Зрителей: 600 |

| Официальный сайт хоккейного клуба «Локомотив» Отчёт | Официальный сайт хоккейного клуба «Локомотив» Отчёт | Официальный сайт хоккейного клуба «Локомотив» Отчёт                              | Официальный сайт хоккейного клуба «Локомотив» Отчёт | Официальный сайт хоккейного клуба «Локомотив» Отчёт |
| --------------------------------------------------- | --- | -------------------------------------------------------------------------------- | --- | --------------------------------------------------- |
|                                                     | |                                                                                  | |                                                     |
|                                                     | Таркки | Вратари                                                                          | Лив | Судья: Э. Одиньш; А. Эглитис, Р. Ючерс              |
|                                                     | Голы: |                                                                                  | | Судья: Э. Одиньш; А. Эглитис, Р. Ючерс              |
|                                                     | 0:1 (08:47) 0:2 (12:47) 0:3 (59:49) | Чурилов (Калянин, Галимов) Чурилов (Дитрих, Галимов, бол) Галимов (Салей, п. в.) | | Судья: Э. Одиньш; А. Эглитис, Р. Ючерс              |
|                                                     | |                                                                                  | | Судья: Э. Одиньш; А. Эглитис, Р. Ючерс              |
|                                                     | |                                                                                  | | Судья: Э. Одиньш; А. Эглитис, Р. Ючерс              |
|                                                     | |                                                                                  | | Судья: Э. Одиньш; А. Эглитис, Р. Ючерс              |
| 14 мин                                              | Штраф | 12 мин                                                                           | | Судья: Э. Одиньш; А. Эглитис, Р. Ючерс              |
|                                                     | |                                                                                  | |                                                     |
|                                                     | 25 Нефтехимик: Таркки (00:00 — 59:17; 59:49 — 60:00); Нурисламов — Сазонов, Пестушко — Цибак — Кваша; Щитов — Белов, Демагин — Лапенко — Полыгалов; Королёв — Костев, Архипов — Ниеминен — Бортников; Березин — Савин, Исламов — Осала — Крысанов. | Броски                                                                           | 30 Локомотив: Лив; Скрастиньш — Рахунек, Демитра — Вашичек — Остапчук; Калимулин — Салей, Галимов — Чурилов — Калянин; Траханов — Дитрих, Кирюхин — Марек — Васюнов; Урычев — Аникеенко, Снурницын — Собченко — Ткаченко. |                                                     |

- 28 августа 2011 года — сбор в Ярославле; проведены два контрольных тренировочных матча; так как «Арена 2000» готовилась к Мировому политическому форуму, а ДС «Торпедо» был занят командами СДЮШОР ХК «Локомотив» и молодёжной командой «Локо», они прошли в СК «Локомотив», не предусматривающем доступ зрителей.[7]

| 2011-09-1 четверг 17:00 | Локомотив | 5:3 1:3; 3:0; 1:0 | Северсталь | СК «Локомотив», Ярославль Зрителей: 120 |

| Официальный сайт хоккейного клуба «Локомотив» Отчёт | Официальный сайт хоккейного клуба «Локомотив» Отчёт | Официальный сайт хоккейного клуба «Локомотив» Отчёт                                          | Официальный сайт хоккейного клуба «Локомотив» Отчёт | Официальный сайт хоккейного клуба «Локомотив» Отчёт                                     |
| --- | --- | -------------------------------------------------------------------------------------------- | --- | --------------------------------------------------------------------------------------- |
| | |                                                                                              | |                                                                                         |
| | Вьюхин | Вратари                                                                                      | Василий Кошечкин | Судья: Сергей Сердюк, Артем Кушнир; Александр Чернышев, Степан Коршак (все — Ярославль) |
| | Голы: |                                                                                              | | Судья: Сергей Сердюк, Артем Кушнир; Александр Чернышев, Степан Коршак (все — Ярославль) |
| Остапчук (Рахунек, Демитра, 00:22, бол) Клюкин (Краснов, Галимов, 24:12) Марек (Кирюхин, Калимулин, 29:52) Кирюхин (34:14, мен) Рахунек (Демитра, 45:48) | 1:0 1:1 1:2 1:3 2:3 3:3 4:3 5:3 | Егоршев (Кетов, Шипачев, 06:00, бол) Шипачев (09:15, мен) Нуртдинов (Трунев, Сидякин, 11:50) | | Судья: Сергей Сердюк, Артем Кушнир; Александр Чернышев, Степан Коршак (все — Ярославль) |
| | |                                                                                              | | Судья: Сергей Сердюк, Артем Кушнир; Александр Чернышев, Степан Коршак (все — Ярославль) |
| | |                                                                                              | | Судья: Сергей Сердюк, Артем Кушнир; Александр Чернышев, Степан Коршак (все — Ярославль) |
| | |                                                                                              | | Судья: Сергей Сердюк, Артем Кушнир; Александр Чернышев, Степан Коршак (все — Ярославль) |
| 14 мин | Штраф | 12 мин                                                                                       | | Судья: Сергей Сердюк, Артем Кушнир; Александр Чернышев, Степан Коршак (все — Ярославль) |
| | |                                                                                              | |                                                                                         |
| | ? Локомотив: Вьюхин; Скрастиньш — Рахунек, Демитра — Вашичек — Остапчук; Салей — Калимулин, Галимов — Чурилов — Васюнов; Баландин — Дитрих, Кирюхин — Марек — Ткаченко; Аникеенко — Траханов, Краснов — Клюкин — Собченко. | Броски                                                                                       | ? Северсталь: Кошечкин (00:00 — 58:43); Пуйстола — Немец, Лехтонен — Цветков — Страка; Кронвалл — Чудинов, Столяров — Шипачев — Кетов; Егоршев — Шефер, Нуртдинов — Трунев — Сидякин; Киселевич — Свиязов, Романовский — Монс — Шитиков. |                                                                                         |

| 2011-09-3 суббота 13:00 | Локомотив | 5:2 3:1; 1:0; 1:1 | Торпедо (НН) | СК «Локомотив», Ярославль Зрителей: 70 |

| Официальный сайт хоккейного клуба «Локомотив» Отчёт                                                                       | Официальный сайт хоккейного клуба «Локомотив» Отчёт | Официальный сайт хоккейного клуба «Локомотив» Отчёт     | Официальный сайт хоккейного клуба «Локомотив» Отчёт | Официальный сайт хоккейного клуба «Локомотив» Отчёт                                 |
| --- | --- | ------------------------------------------------------- | --- | ----------------------------------------------------------------------------------- |
| | |                                                         | |                                                                                     |
| | Лив | Вратари                                                 | Коваль | Судья: Алексей Белов, Юрий Оскрирко; Роман Никулин, Сергей Хартин (все — Ярославль) |
| | Голы: |                                                         | | Судья: Алексей Белов, Юрий Оскрирко; Роман Никулин, Сергей Хартин (все — Ярославль) |
| Чурилов (Галимов, Ткаченко) Васюнов (Марек, Салей) Васюнов (Кирюхин, Марек) Демитра (Марек, Рахунек, бол) Галимов (п. в.) | 0:1 (02:50) 1:1 (07:46) 2:1 (17:02) 3:1 (19:56) 4:1 (39:03) 4:2 (45:45) 5:2 (59:26) | Маленьких (Угаров, Селуянов, бол) Розин (Тёрнберг, бол) | | Судья: Алексей Белов, Юрий Оскрирко; Роман Никулин, Сергей Хартин (все — Ярославль) |
| | |                                                         | | Судья: Алексей Белов, Юрий Оскрирко; Роман Никулин, Сергей Хартин (все — Ярославль) |
| | |                                                         | | Судья: Алексей Белов, Юрий Оскрирко; Роман Никулин, Сергей Хартин (все — Ярославль) |
| | |                                                         | | Судья: Алексей Белов, Юрий Оскрирко; Роман Никулин, Сергей Хартин (все — Ярославль) |
| 12 мин | Штраф | 10 мин                                                  | | Судья: Алексей Белов, Юрий Оскрирко; Роман Никулин, Сергей Хартин (все — Ярославль) |
| | |                                                         | |                                                                                     |
| | 32 (10+11+11) Локомотив: Лив; Калимулин — Салей; Галимов — Чурилов — Ткаченко; Скрастиньш — Рахунек, Демитра — Вашичек — Остапчук; Аникеенко — Дитрих, Кирюхин — Марек — Васюнов; Траханов — Баландин, Собченко — Клюкин — Зюзякин. | Броски                                                  | 25 (8+7+10) Торпедо: Коваль (00:00 — 58:41; 59:26 — 60:00); Маленьких — Селуянов, Угаров — Макаров — Варнаков; Хиетанен — Евсеенков, Тёрнберг — Никитенко — Веске; Розин — Тюляпкин, Суглобов — Горбунов — Валуйский; Горошанский — Зайнуллин — Галузин. |                                                                                     |

## Гибель команды
Направляясь на первый матч нового сезона с минским «Динамо», команда в полном составе погибла в авиакатастрофе при взлёте с ярославского аэропорта «Туношна» 7 сентября 2011 года. Погибший состав:
Тренеры
- Брэд Маккриммон (главный)
- Игорь Королёв
- Александр Карповцев
- Николай Кривоносов

Вратари
- Стефан Лив
- Александр Вьюхин

Защитники
- Павел Траханов
- Карел Рахунек
- Роберт Дитрих
- Руслан Салей
- Карлис Скрастиньш
- Михаил Баландин
- Максим Шувалов
- Виталий Аникеенко
- Марат Калимулин
- Юрий Урычев

Нападающие
- Александр Галимов
- Даниил Собченко
- Ян Марек
- Иван Ткаченко
- Александр Васюнов
- Геннадий Чурилов
- Никита Клюкин
- Александр Калянин
- Сергей Остапчук
- Павол Демитра
- Йозеф Вашичек
- Павел Снурницын
- Артём Ярчук
- Андрей Кирюхин

Персонал
- Юрий Бахвалов
- Александр Беляев
- Андрей Зимин
- Евгений Куннов
- Вячеслав Кузнецов
- Владимир Пискунов
- Евгений Сидоров

Избежали катастрофы лишь тренер вратарей Йорма Валтонен и молодой нападающий Максим Зюзякин, оставленные для работы с молодёжной командой.

## Траурные и памятные мероприятия клуба
Вечером 7 сентября в Ярославле прошла поминальная акция в честь погибших: люди собрались возле культурно-спортивного комплекса «Арена 2000», многие принесли цветы и свечи. По оценке одного из очевидцев, количество собравшихся составило от 10 до 12 тысяч человек. В Ярославской области был объявлен траур с 9 по 11 сентября. 10 сентября в «Арене 2000» прошла церемония прощания с погибшими, на которой присутствовало около 100 тысяч человек.
16 октября, на 40-й день трагедии, на «Арене 2000» прошла церемония памяти, которую посетили около шести тысяч человек. В выступлении приняли участие Игорь Бутман, Юрий Башмет и другие музыканты; был зажжён огонь памяти, который «будет существовать в клубе и появляться перед каждым матчем».
9 ноября 2011 года состоялся благотворительный товарищеский матч памяти погибших в авиакатастрофе 7 сентября между ветеранами «Локомотива» и сборной «Звёзды России». Все билеты на матч были проданы уже в первый день продажи (при цене всего в 50 рублей). Вырученные средства будут перечислены семьям жертв трагедии. Победу со счётом 5:4 одержали хозяева. После окончания 45-минутного матча дополнительно состоялась серия буллитов, в которой выиграли гости; забросивший последнюю шайбу музыкант Игорь Бутман завершил игру соло на саксофоне.
| 2011-11-9 среда 19:00 | Ветераны «Локомотива» | 5:4 1:0; 1:3; 3:1 | «Звёзды России» | УКРК «Арена-2000. Локомотив», Ярославль Зрителей: 9000 |

| Официальный сайт хоккейного клуба «Локомотив» Отчёт   | Официальный сайт хоккейного клуба «Локомотив» Отчёт | Официальный сайт хоккейного клуба «Локомотив» Отчёт | Официальный сайт хоккейного клуба «Локомотив» Отчёт | Официальный сайт хоккейного клуба «Локомотив» Отчёт                       |
| ----------------------------------------------------- | --- | --------------------------------------------------- | --- | ------------------------------------------------------------------------- |
|                                                       | |                                                     | |                                                                           |
|                                                       | Подомацкий (Малков, 23:01 — 45:00) | Вратари                                             | Михайловский (Зуев, 30:00 — 45:00) | Судья: Алексей Белов, Степан Коршак, Александр Чернышев (все — Ярославль) |
|                                                       | Голы: |                                                     | | Судья: Алексей Белов, Степан Коршак, Александр Чернышев (все — Ярославль) |
| Воробьёв ШБ Коваленко ШБ Королёв Горшков Коваленко ШБ | 1:0 (13:15) 1:1 (16:21) 1:2 (19:37) 1:3 (21:25) 2:3 (25:45) 3:3 (32:00) 4:3 (37:11) 5:3 (44:12) 5:4 (44:37) | Фетисов Романов Каменский Могильный ШБ              | | Судья: Алексей Белов, Степан Коршак, Александр Чернышев (все — Ярославль) |
|                                                       | |                                                     | | Судья: Алексей Белов, Степан Коршак, Александр Чернышев (все — Ярославль) |
|                                                       | |                                                     | | Судья: Алексей Белов, Степан Коршак, Александр Чернышев (все — Ярославль) |
|                                                       | |                                                     | | Судья: Алексей Белов, Степан Коршак, Александр Чернышев (все — Ярославль) |
|                                                       | |                                                     | | Судья: Алексей Белов, Степан Коршак, Александр Чернышев (все — Ярославль) |
|                                                       | |                                                     | |                                                                           |
|                                                       | ? Ветераны «Локомотива»: Подомацкий, Малков; Красоткин — Стонкус, Нургалиев — В. Буцаев — Коваленко; Амелин — С. Жуков, Ан. Воробьёв — Самылин — Скабелка; Соболев — Ан. Жуков, Ал. Горшков — Немчинов — Соколов; Юбин, Тюркин, С. Королёв. Тренеры: С. А. Николаев, П. И. Воробьёв, Ардашев. | Броски                                              | ? «Звёзды России»: Михайловский, Зуев; Касатонов — Фетисов, Медведев — Могильный — Макаров; Камалетдинов — Лутченко, Бутман — Якубов — Романов; Бабинов — Гимаев, Ромашин — Каменский — Варицкий; Воронов, Ротенберг — Шкадов — Борисков. |                                                                           |

На годину трагедии у «Арены-2000» будет установлен мемориал погибшей команде. Конкурсная комиссия уже приняла более 20 заявок и проектов. Клубом планируется создание музея и выпуск книги памяти.

## Дальнейшая судьба клуба
12 сентября 2011 года в Кремле прошло специальное совещание, посвящённое дальнейшей судьбе клуба. Было решено, что «Локомотив» должен быть «тактично, но эффективно» возрождён. В начавшемся сезоне в чемпионате КХЛ он играть не будет, но на основе молодёжного клуба «Локо» будет создана команда, которая с декабря начнёт выступление в чемпионате ВХЛ, при этом ей гарантировалось место в плей-офф; главным тренером останется Пётр Воробьёв. В следующем сезоне «Локомотиву» гарантировано возвращение в КХЛ и попадание в плей-офф (от последнего клуб отказался). Кроме этого, ему будет разрешено заявить не пять, а шесть легионеров. В Ярославле будет создано федеральное училище Олимпийского резерва по хоккею на 200 человек, обучаться будут кандидаты и члены сборных команд.
Впоследствии клуб отказался от места в плей-офф ВХЛ 2012. Было решено, что он начнёт выступление в Высшей хоккейной лиге в декабре 2011 года и проведёт в регулярном чемпионате 22 матча — по одному с каждой командой лиги, с клубами из конференции «Запад» он сыграет дома, а конференции «Восток» — в гостях. При этом в конференции «Запад» попадание команд в плей-офф и их «посев» там будет определяться не количеством, а процентом набранных очков. Команда будет составлена из хоккеистов «Локо» и неограниченно свободных агентов, также «Локомотив» сможет набрать игроков 1989—1994 годов рождения, имеющих действующие контракты с клубами КХЛ и ВХЛ, а также хоккеистов в статусах «конфликт» или «права». Клубы смогут защитить двух игроков 1989—1994 годов рождения, имеющих действующие контракты. Переходы будут оформляться с учётом желания игрока договором перехода без компенсации. «Локомотив» не имеет права изменять сроки и условия действующих контрактов в меньшую сторону.
По словам Петра Воробьёва, в составе команды для выступления в ВХЛ имеет шанс оказаться 5-7 игроков молодёжного «Локо». В начале октября был получен список защищённых другими клубами игроков и руководство «Локомотива» начало рассмотрение кандидатур. В команду уже пришли:
| №  | Имя               | Дата рождения | Позиция    | Откуда                         | Дата           |
| -- | ----------------- | ------------- | ---------- | ------------------------------ | -------------- |
| 44 | Егор Яковлев      | 1991-09-17    | защитник   | Нефтяник (Ак Барс)             | 20 октября     |
| 91 | Олег Яшин         | 1990-12-03    | нападающий | Титан (Атлант)                 | 21 октября     |
| 27 | Эмиль Галимов     | 1992-05-09    | нападающий | Нефтехимик / Реактор           | 1 ноября       |
| 98 | Владислав Картаев | 1992-02-10    | нападающий | Салават Юлаев / Толпар         | 1 ноября       |
| 43 | Даниил Апальков   | 1992-01-01    | нападающий | Стальные лисы (Металлург Мг)   | 8 ноября       |
| 77 | Магомед Гимбатов  | 1990-11-11    | нападающий | свободный агент                | 22 ноября      |
| 2  | Павел Коледов     | 1994-09-20    | защитник   | Сибирские снайперы (Сибирь)    | 23 ноября      |
| 12 | Рафаэль Ахметов   | 1989-01-31    | нападающий | Попрад (Лев)                   | конец ноября   |
| 95 | Даниил Ердаков    | 1989-06-04    | нападающий | Сокол Кр (возвращён из аренды) | 30 ноября      |
| 5  | Егор Мартынов     | 1990-08-15    | защитник   | Сокол Кр                       | 5 декабря      |
| 50 | Алексей Кручинин  | 1991-06-09    | нападающий | СКА / ХК ВМФ                   | начало декабря |
| 22 | Тимофей Танкеев   | 1993-02-17    | нападающий | Титан (Барыс)                  | 6 декабря      |

## Состав для участия в ВХЛ
Состав команды «Локомотив» согласно официальному сайту клуба (на 19 мая 2012). Курсивом выделены хоккеисты, указанные также в составе МХК «Локо».:
Тренеры
- Пётр Воробьёв — главный тренер
- Илья Воробьёв — тренер (специализируется на нападающих)
- Дмитрий Красоткин — тренер (специализируется на защитниках)
- Йорма Валтонен — тренер вратарей

Персонал
- Олег Стальнов — начальник команды
- Владимир Рудычев — врач
- Евгений Наумов — массажист
- Максим Абрамычев — техник
- Вячеслав Соколов — начальник хозяйственной части
- Александр Кулаков — видеооператор, специалист-статистик

Вратари
| №  | Игрок         | Дата рождения |
| -- | ------------- | ------------- |
| 62 | Шегало Павел  | 07.02.1993    |
| 66 | Ложкин Никита | 13.10.1991    |

Защитники
| №  | Игрок            | Дата рождения |
| -- | ---------------- | ------------- |
| 5  | Мартынов Егор    | 15.08.1990    |
| 44 | Яковлев Егор     | 17.09.1991    |
| 45 | Конев Андрей     | 26.01.1989    |
| 47 | Лукин Павел      | 10.04.1990    |
| 70 | Красовский Ян    | 29.02.1992    |
| 73 | Клементьев Антон | 25.03.1990    |
| 78 | Зотов Виталий    | 01.04.1992    |
| 84 | Осипов Максим    | 31.08.1993    |
| 88 | Мисюль Олег      | 20.03.1993    |
| 97 | Амиров Артур     | 03.04.1992    |

Нападающие
| №  | Игрок                | Дата рождения |
| -- | -------------------- | ------------- |
| 12 | Ахметов Рафаэль (А)  | 31.01.1989    |
| 22 | Танкеев Тимофей      | 17.02.1993    |
| 27 | Галимов Эмиль        | 09.05.1992    |
| 40 | Шубин Алексей        | 11.12.1993    |
| 41 | Воронин Кирилл       | 11.01.1994    |
| 43 | Апальков Даниил      | 01.01.1992    |
| 50 | Кручинин Алексей (К) | 09.06.1991    |
| 61 | Зюзякин Максим (А)   | 13.01.1991    |
| 71 | Капустин Кирилл      | 08.02.1993    |
| 80 | Мальцев Дмитрий      | 20.01.1991    |
| 89 | Романцев Даниил      | 05.06.1993    |
| 91 | Яшин Олег            | 03.12.1990    |
| 95 | Ердаков Даниил       | 04.06.1989    |
| 98 | Картаев Владислав    | 10.02.1992    |

## Регулярный сезон
Расписание игр «Локомотива» в регулярном сезоне ВХЛ.
| 2011-12-12 понедельник 19:00 | Локомотив | 5:1 1:0, 1:0, 3:1 | Нефтяник (Ал) | УКРК «Арена-2000. Локомотив», Ярославль Зрителей: 9046 |

| Официальный сайт хоккейного клуба «Локомотив» Отчёт                                                             | Официальный сайт хоккейного клуба «Локомотив» Отчёт | Официальный сайт хоккейного клуба «Локомотив» Отчёт | Официальный сайт хоккейного клуба «Локомотив» Отчёт | Официальный сайт хоккейного клуба «Локомотив» Отчёт                                        |
| --- | --- | --------------------------------------------------- | --- | ------------------------------------------------------------------------------------------ |
| | |                                                     | |                                                                                            |
| | Ложкин | Вратари                                             | С. Галимов | Судьи: Андрей Бирюков (Москва) Сергей Михаевич, Александр Нестеров (оба — Санкт-Петербург) |
| | Голы: |                                                     | | Судьи: Андрей Бирюков (Москва) Сергей Михаевич, Александр Нестеров (оба — Санкт-Петербург) |
| Мальцев (Апальков, Зюзякин) Яшин (Капустин) Капустин (Танкеев) Ердаков (Ахметов, Лукин, бол) Кручинин (Ахметов) | 1:0 (13:19) 2:0 (22:41) 3:0 (42:01) 4:0 (49:14) 4:1 (53:41) 5:1 (56:35) | Шангараев (Крутов, Сумин)                           | | Судьи: Андрей Бирюков (Москва) Сергей Михаевич, Александр Нестеров (оба — Санкт-Петербург) |
| | |                                                     | | Судьи: Андрей Бирюков (Москва) Сергей Михаевич, Александр Нестеров (оба — Санкт-Петербург) |
| | |                                                     | | Судьи: Андрей Бирюков (Москва) Сергей Михаевич, Александр Нестеров (оба — Санкт-Петербург) |
| | |                                                     | | Судьи: Андрей Бирюков (Москва) Сергей Михаевич, Александр Нестеров (оба — Санкт-Петербург) |
| 4 мин | Штраф | 14 мин                                              | | Судьи: Андрей Бирюков (Москва) Сергей Михаевич, Александр Нестеров (оба — Санкт-Петербург) |
| | |                                                     | |                                                                                            |
| | 19 (5+8+6) «Локомотив»: Ложкин, Мартынов — Амиров, Зюзякин — Апальков — Мальцев; Лукин — Зотов, Яшин — Танкеев — Капустин; Яковлев — Красовский, Ердаков — Кручинин — Ахметов; Осипов, Э. Галимов — Картаев — Воронин. Гимбатов. | Броски                                              | 23 (7+8+8) «Нефтяник»: С. Галимов; Крутов — Сумин, Хапов — Демидов — Шангараев; Серебряков — Ермолаев, Зинин — Корнилов — Кочуров; Костюхин — Лемешевский, Бочаров — Черных — Вишняков; Меньшиков — Агеев, Калимуллин — Исмайлов — Храмов. |                                                                                            |

| 2011-12-14 среда 19:00 | Локомотив | 2:0 0:0, 1:0, 1:0 | Ариада-Акпарс | УКРК «Арена-2000. Локомотив», Ярославль Зрителей: 8500 |

| Официальный сайт хоккейного клуба «Локомотив» Отчёт        | Официальный сайт хоккейного клуба «Локомотив» Отчёт | Официальный сайт хоккейного клуба «Локомотив» Отчёт | Официальный сайт хоккейного клуба «Локомотив» Отчёт | Официальный сайт хоккейного клуба «Локомотив» Отчёт          |
| ---------------------------------------------------------- | --- | --------------------------------------------------- | --- | ------------------------------------------------------------ |
|                                                            | |                                                     | |                                                              |
|                                                            | Н. Ложкин | Вратари                                             | Искра | Судьи: М. Манин (Москва) М. Тюленев, О. Михеев (оба — Пенза) |
|                                                            | Голы: |                                                     | | Судьи: М. Манин (Москва) М. Тюленев, О. Михеев (оба — Пенза) |
| Романцев (Мальцев, бол.) Зюзякин (Романцев, Мальцев, бол.) | 1:0 (20:55) 2:0 (45:44) |                                                     | | Судьи: М. Манин (Москва) М. Тюленев, О. Михеев (оба — Пенза) |
|                                                            | |                                                     | | Судьи: М. Манин (Москва) М. Тюленев, О. Михеев (оба — Пенза) |
|                                                            | |                                                     | | Судьи: М. Манин (Москва) М. Тюленев, О. Михеев (оба — Пенза) |
|                                                            | |                                                     | | Судьи: М. Манин (Москва) М. Тюленев, О. Михеев (оба — Пенза) |
| 10 мин                                                     | Штраф | 12 мин                                              | | Судьи: М. Манин (Москва) М. Тюленев, О. Михеев (оба — Пенза) |
|                                                            | |                                                     | |                                                              |
|                                                            | 18 (3+6+9) «Локомотив»: Н.Ложкин; Мартынов — Амиров, Зюзякин — Романцев — Мальцев; Лукин — Зотов, Яшин — Танкеев — Капустин; Осипов — Красовский, Ердаков — Кручинин — Ахметов; Шубин — Воробьев — Гимбатов. Краснов. | Броски                                              | 28 (7+9+12) «Ариада-Акпарс»: Искра; Банцерев — Коренков, Климчук — Ан. Ложкин — Царев; Нестеров — Кузьмин, Раисов — Алексеев — Валиуллин; Богданов — Сергеев, Фахрутдинов — Сарваров — Шигапов; Зачупейко — Зиазов — Писарев. |                                                              |

| 2011-12-20 вторник 17:00 | Молот-Прикамье | 3:2 ОТ 1:0; 1:1; 0:1; 1:0 | Локомотив | УДС «Молот», Пермь Зрителей: 6200 |

| Официальный сайт хоккейного клуба «Локомотив» Отчёт                              | Официальный сайт хоккейного клуба «Локомотив» Отчёт | Официальный сайт хоккейного клуба «Локомотив» Отчёт | Официальный сайт хоккейного клуба «Локомотив» Отчёт | Официальный сайт хоккейного клуба «Локомотив» Отчёт                         |
| -------------------------------------------------------------------------------- | --- | --------------------------------------------------- | --- | --------------------------------------------------------------------------- |
|                                                                                  | |                                                     | |                                                                             |
|                                                                                  | Кузьмин | Вратари                                             | Ложкин | Судья: Черезов С. (Тюмень), Головлёв Д., Фролов И. (оба — Набережные Челны) |
|                                                                                  | Голы: |                                                     | | Судья: Черезов С. (Тюмень), Головлёв Д., Фролов И. (оба — Набережные Челны) |
| Бондарев (Перри, бол) Калачик (Чистоклетов, Бондарев) Верёвкин (Срюбко, Булатов) | 1:0 (16:07) 1:1 (25:49) 2:1 (29:40) 2:2 (42:06) 3:2 (60:28) | Ахметов (Ердаков, Кручинин) Яшин (Картаев)          | | Судья: Черезов С. (Тюмень), Головлёв Д., Фролов И. (оба — Набережные Челны) |
|                                                                                  | |                                                     | | Судья: Черезов С. (Тюмень), Головлёв Д., Фролов И. (оба — Набережные Челны) |
|                                                                                  | |                                                     | | Судья: Черезов С. (Тюмень), Головлёв Д., Фролов И. (оба — Набережные Челны) |
|                                                                                  | |                                                     | | Судья: Черезов С. (Тюмень), Головлёв Д., Фролов И. (оба — Набережные Челны) |
| 6 мин                                                                            | Штраф | 8 мин                                               | | Судья: Черезов С. (Тюмень), Головлёв Д., Фролов И. (оба — Набережные Челны) |
|                                                                                  | |                                                     | |                                                                             |
|                                                                                  | 26 (11+5+8+2) «Молот-Прикамье»: Кузьмин. Перри — Громов, Веревкин — Срюбко, Рязанов — Кагайкин, Гришин — Шалдыбин. Бондарев — Чистоклетов — Калачик, Булатов — Деев — Семенов, Кулик — Луговской — Арекаев, Ушенин Влад. — Ушенин Вяч. — Рахимуллин. | Броски                                              | 24 (6+7+10+1) «Локомотив»: Ложкин. Мартынов — Амиров, Зотов — Лукин, Яковлев — Мисюль, Красовский. Зюзякин — Романцев — Мальцев, Яшин — Картаев — Капустин, Ердаков — Кручинин — Ахметов, Шубин — Воробьев — Танкеев. |                                                                             |

| 2011-12-22 четверг 19:00 | Ижсталь | 1:4 1:2; 0:1; 0:1 | Локомотив | ЛД «Ижсталь», Ижевск Зрителей: 3500 |

| Официальный сайт хоккейного клуба «Локомотив» Отчёт | Официальный сайт хоккейного клуба «Локомотив» Отчёт | Официальный сайт хоккейного клуба «Локомотив» Отчёт                                                     | Официальный сайт хоккейного клуба «Локомотив» Отчёт | Официальный сайт хоккейного клуба «Локомотив» Отчёт                              |
| --------------------------------------------------- | --- | --- | --- | -------------------------------------------------------------------------------- |
|                                                     | | | |                                                                                  |
|                                                     | Тряничев | Вратари                                                                                                 | Шегало | Судья: Константин Пьянков (Пермь), Виктор Миронычев, Сергей Носов (оба — Казань) |
|                                                     | Голы: | | | Судья: Константин Пьянков (Пермь), Виктор Миронычев, Сергей Носов (оба — Казань) |
| Глебов (Перевозчиков, Сальников)                    | 0:1 (02:30) 0:2 (14:07) 1:2 (16:51) 1:3 (24:44) 1:4 (59:22) | Капустин (Картаев, Зотов, бол) Зюзякин (Мартынов, Мальцев) Яшин (Капустин) Зюзякин (Яковлев, мен, п.в.) | | Судья: Константин Пьянков (Пермь), Виктор Миронычев, Сергей Носов (оба — Казань) |
|                                                     | | | | Судья: Константин Пьянков (Пермь), Виктор Миронычев, Сергей Носов (оба — Казань) |
|                                                     | | | | Судья: Константин Пьянков (Пермь), Виктор Миронычев, Сергей Носов (оба — Казань) |
|                                                     | | | | Судья: Константин Пьянков (Пермь), Виктор Миронычев, Сергей Носов (оба — Казань) |
| 10 мин                                              | Штраф | 8 мин                                                                                                   | | Судья: Константин Пьянков (Пермь), Виктор Миронычев, Сергей Носов (оба — Казань) |
|                                                     | | | |                                                                                  |
|                                                     | 34 (11+10+13) «Ижсталь»: Тряничев; Кощеев — Гаврилычев, Сальников — Кривуля — Полюдов; Перевозчиков — Глебов, Холодков — Плющев — Кузьмин; Кочнев — Загитов, Рукин — Абрамов — Сычов; Асанов, Буренин, Рехтин, Ларионов. | Броски                                                                                                  | 35 (16+20+9) «Локомотив»: Шегало; Мартынов — Амиров, Зюзякин — Романцев — Мальцев; Яковлев — Мисюль, Ердаков — Кручинин — Ахметов; Зотов — Лукин, Яшин — Картаев — Капустин; Осипов — Красовский, Шубин — Воробьев — Танкеев. |                                                                                  |

| 2011-12-28 среда 19:00 | Локомотив | 3:4 бул 1:1; 2:1; 0:1; 0:0; 0:1 | Донбасс | УКРК «Арена-2000. Локомотив», Ярославль Зрителей: 9000 |

| Официальный сайт хоккейного клуба «Локомотив» Отчёт  | Официальный сайт хоккейного клуба «Локомотив» Отчёт | Официальный сайт хоккейного клуба «Локомотив» Отчёт                                                        | Официальный сайт хоккейного клуба «Локомотив» Отчёт | Официальный сайт хоккейного клуба «Локомотив» Отчёт                             |
| ---------------------------------------------------- | --- | --- | --- | ------------------------------------------------------------------------------- |
|                                                      | | | |                                                                                 |
|                                                      | Ложкин | Вратари | Царегородцев | Судья: Александр Дреев (Мытищи), Андрей Пахомов, Иван Ягубкин (оба — Череповец) |
|                                                      | Голы: | | | Судья: Александр Дреев (Мытищи), Андрей Пахомов, Иван Ягубкин (оба — Череповец) |
| Ердаков (Ахметов) Кручинин Мисюль (Ахметов, Ердаков) | 1:0 (02:20) 1:1 (06:16) 1:2 (29:34) 2:2 (30:25) 3:2 (32:55) 3:3 (51:49) 3:4 (65:00) | Варламов (Кочетков) Журун (Малевич, Люткевич, бол) Пискунов (Селезнёв, Белухин) Кочетков (победный буллит) | | Судья: Александр Дреев (Мытищи), Андрей Пахомов, Иван Ягубкин (оба — Череповец) |
|                                                      | | | | Судья: Александр Дреев (Мытищи), Андрей Пахомов, Иван Ягубкин (оба — Череповец) |
|                                                      | | | | Судья: Александр Дреев (Мытищи), Андрей Пахомов, Иван Ягубкин (оба — Череповец) |
|                                                      | | | | Судья: Александр Дреев (Мытищи), Андрей Пахомов, Иван Ягубкин (оба — Череповец) |
| 12 мин                                               | Штраф | 18 мин | | Судья: Александр Дреев (Мытищи), Андрей Пахомов, Иван Ягубкин (оба — Череповец) |
|                                                      | | | |                                                                                 |
|                                                      | 26 (8+12+5+1) «Локомотив»: Ложкин; Мартынов — Амиров, Зюзякин — Капустин — Мальцев; Лукин — Зотов, Яшин — Картаев — Галимов; Яковлев — Мисюль, Ердаков — Кручинин — Ахметов; Красовский — Осипов, Шубин — Романцев — Танкеев. | Броски | 31 (6+9+14+2) «Донбасс»: Царегородцев; Селезнёв — Дыдыкин, Кочетков — Варламов — Хульт; Люткевич — Малевич, Белухин — Пискунов — Журун; Егин — Есипов, Васильев — Гладских — Татаринов; Доника — Шафаренко — Матерухин. |                                                                                 |

| 2012-01-6 пятница 17:00 | Локомотив | 4:2 2:0; 0:1; 2:1 | Титан | УКРК «Арена-2000. Локомотив», Ярославль Зрителей: 9046 |

| Официальный сайт хоккейного клуба «Локомотив» Отчёт                                                      | Официальный сайт хоккейного клуба «Локомотив» Отчёт                     | Официальный сайт хоккейного клуба «Локомотив» Отчёт                  | Официальный сайт хоккейного клуба «Локомотив» Отчёт | Официальный сайт хоккейного клуба «Локомотив» Отчёт                                       |
| --- | ----------------------------------------------------------------------- | -------------------------------------------------------------------- | --------------------------------------------------- | ----------------------------------------------------------------------------------------- |
| |                                                                         |                                                                      |                                                     |                                                                                           |
| | Шегало                                                                  | Вратари                                                              | Фофанов                                             | Судья: Владимир Букин (Москва), Андрей Гавриленко (С-Петербург), Роман Михальченко (Омск) |
| | Голы:                                                                   |                                                                      |                                                     | Судья: Владимир Букин (Москва), Андрей Гавриленко (С-Петербург), Роман Михальченко (Омск) |
| Ахметов (Ердаков, Яковлев, бол) Галимов (Картаев, Конев) Галимов (Осипов, Танкеев) Галимов (Зотов, Яшин) | 1:0 (01:17) 2:0 (04:42) 2:1 (37:48) 3:1 (46:06) 3:2 (50:12) 4:2 (59:49) | Тимаков (Гловацкий, Самарин, бол) Самарин (Канарейкин, Тимаков, бол) |                                                     | Судья: Владимир Букин (Москва), Андрей Гавриленко (С-Петербург), Роман Михальченко (Омск) |
| |                                                                         |                                                                      |                                                     | Судья: Владимир Букин (Москва), Андрей Гавриленко (С-Петербург), Роман Михальченко (Омск) |
| |                                                                         |                                                                      |                                                     | Судья: Владимир Букин (Москва), Андрей Гавриленко (С-Петербург), Роман Михальченко (Омск) |
| |                                                                         |                                                                      |                                                     | Судья: Владимир Букин (Москва), Андрей Гавриленко (С-Петербург), Роман Михальченко (Омск) |
| 12 мин                                                                                                   | Штраф                                                                   | 10 мин                                                               |                                                     | Судья: Владимир Букин (Москва), Андрей Гавриленко (С-Петербург), Роман Михальченко (Омск) |
| |                                                                         |                                                                      |                                                     |                                                                                           |
| | 35 (17 + 7 + 11) -                                                      | Броски                                                               | 17 (4 + 8 + 5) -                                    |                                                                                           |

| 2012-01-10 вторник 17:00 | Рубин | 4:2 1:2; 1:0; 2:0 | Локомотив | ЛДС "Рубин", Тюмень Зрителей: 3500 |

| Официальный сайт хоккейного клуба «Локомотив» Отчёт                                                                  | Официальный сайт хоккейного клуба «Локомотив» Отчёт                     | Официальный сайт хоккейного клуба «Локомотив» Отчёт       | Официальный сайт хоккейного клуба «Локомотив» Отчёт | Официальный сайт хоккейного клуба «Локомотив» Отчёт                                       |
| --- | ----------------------------------------------------------------------- | --------------------------------------------------------- | --------------------------------------------------- | ----------------------------------------------------------------------------------------- |
| |                                                                         |                                                           |                                                     |                                                                                           |
| | Судницин                                                                | Вратари                                                   | Ложкин                                              | Судья: Владимир Букин (Москва), Андрей Гавриленко (С-Петербург), Роман Михальченко (Омск) |
| | Голы:                                                                   |                                                           |                                                     | Судья: Владимир Букин (Москва), Андрей Гавриленко (С-Петербург), Роман Михальченко (Омск) |
| Горшков (Севостьянов, Безруков) Коробов (Зимин, Журиков) Хайдаров (Стасюк, Волошенко, бол) Незнамов (Зимин, Коробов) | 1:0 (04:00) 1:1 (16:11) 1:2 (16:58) 2:2 (28:28) 3:2 (40:32) 4:2 (49:46) | Ахметов (Романцев, Ердаков, бол) Картаев (Галимов, Шубин) |                                                     | Судья: Владимир Букин (Москва), Андрей Гавриленко (С-Петербург), Роман Михальченко (Омск) |
| |                                                                         |                                                           |                                                     | Судья: Владимир Букин (Москва), Андрей Гавриленко (С-Петербург), Роман Михальченко (Омск) |
| |                                                                         |                                                           |                                                     | Судья: Владимир Букин (Москва), Андрей Гавриленко (С-Петербург), Роман Михальченко (Омск) |
| |                                                                         |                                                           |                                                     | Судья: Владимир Букин (Москва), Андрей Гавриленко (С-Петербург), Роман Михальченко (Омск) |
| 12 мин | Штраф                                                                   | 10 мин                                                    |                                                     | Судья: Владимир Букин (Москва), Андрей Гавриленко (С-Петербург), Роман Михальченко (Омск) |
| |                                                                         |                                                           |                                                     |                                                                                           |
| | 28 (10 + 7 + 11) -                                                      | Броски                                                    | 28 (10 + 9 + 9) -                                   |                                                                                           |

- 12.01.2012 четверг «Зауралье» Курган — «Локомотив» Ярославль
- 14.01.2012 суббота «Мечел» Челябинск — «Локомотив» Ярославль
- 16.01.2012 понедельник «Южный Урал» Орск — «Локомотив» Ярославль
- 25.01.2012 среда «Локомотив» Ярославль — «Лада» Тольятти
- 27.01.2012 пятница «Локомотив» Ярославль — «Кристалл» Саратов
- 29.01.2012 воскресенье «Локомотив» Ярославль — «Дизель» Пенза
- 01.02.2012 среда «Локомотив» Ярославль — «Рязань» Рязань
- 05.02.2012 воскресенье «Локомотив» Ярославль — «Динамо» Балашиха
- 12.02.2012 воскресенье «Казцинк-Торпедо» Усть-Каменогорск — «Локомотив» Ярославль
- 14.02.2012 вторник «Ермак» Ангарск — «Локомотив» Ярославль
- 17.02.2012 пятница «Сокол» Красноярск — «Локомотив» Ярославль — «Русская классика» — первый после многолетнего перерыва официальный матч национального чемпионата под открытым небом. Матч пройдёт на стадионе «Центральный», вмещающем 20 тысяч человек, что даёт повод ожидать рекорд России по посещаемости хоккейного матча. Доход от продажи билетов будет перечислен в фонд помощи семьям членов погибшей команды.[33][34][35]
- 22.02.2012 среда «Локомотив» Ярославль — ХК ВМФ Санкт-Петербург
- 24.02.2012 пятница «Локомотив» Ярославль — «Саров» Саров
- 27.02.2012 понедельник «Спутник» Нижний Тагил — «Локомотив» Ярославль
- 29.02.2012 среда «Торос» Нефтекамск — «Локомотив» Ярославль

В регулярном сезоне ВХЛ 2011/2012 «Локомотив» в Западной конференции занял третье место
с показателем 63,6 %,набрав 42 очка в 22 играх.
В плей-офф выиграл в 1/4 финала Западной конференции у ХК ВМФ 3:2. В 1/4 финала «Локомотив»
проиграл пензенскому «Дизелю» с минимальным разрывом в счёте 2:3.